# 4508 Takatsuki
4508 Takatsuki (1990 FG1) là một tiểu hành tinh vành đai chính được phát hiện ngày 27 tháng 3 năm 1990 bởi Kin Endate và Kazuro Watanabe ở Kitami.